# Väike-Maarja
Väike-Maarja är en ort i Estland. Den ligger i Väike-Maarja kommun och landskapet Lääne-Virumaa, i den centrala delen av landet, 90 km öster om huvudstaden Tallinn. Väike-Maarja ligger 121 meter över havet och antalet invånare är 2 155.
Terrängen runt Väike-Maarja är platt. Runt Väike-Maarja är det glesbefolkat, med 11 invånare per kvadratkilometer. Närmaste större samhälle är Tamsalu, 8,5 km väster om Väike-Maarja. I omgivningarna runt Väike-Maarja växer i huvudsak blandskog.